# 糖廍連灶遺構
糖廍連灶遺構，為糖廍用來熬煮糖的設施遺構，研判建於日治時期以前，位於台南市善化區。其為六座相連的糖廍灶體，結構完整，可能是目前唯一現存的糖廍遺構。

## 發現經過
2018年1月因集村農舍建案工程而出土，台南市文資處於同年4月9日會勘，予以列冊追蹤，並在同年年底公告登錄為台南市歷史建築。

## 特色
糖灶構造利用地形高差而設，分為上層熬糖灶與下層加火口，使用當時的土磚、紅磚、石板、卵石等構築而成。灶後設有糖漏，灶口前的工作通道兩側的壁面以卵石半切堆砌，並以黑色土磚將砌石壁分隔上下。